# Cross megye
Cross megye az Amerikai Egyesült Államokban, azon belül Arkansas államban található. Megyeszékhelye Wynne. Lakosainak száma 16 833 fő (2020. április 1.). Cross megye Poinsett, Saint Francis, Crittenden, Jackson és Woodruff megyékkel határos.

## Népesség
A megye népességének változása:
| Lakosok száma | 17 843 | 17 753 | 17 686 | 17 548 | 17 284 | 16 833 |
|               | 2010   | 2011   | 2012   | 2013   | 2015   | 2020   |